# Zaranj
Zaranj (in pashtu: زرنج) è una città dell'Afghanistan, capoluogo della provincia di Nimruz.